# تحریک عمقی مغز
تحریک عمقی مغز (به انگلیسی: Deep brain Stimulation) نوعی روش درمانی (جراحی) در پزشکی است که در طی آن الکترودهایی در داخل مغز بیمار قرار داده می‌شوند. این الکترودها پس از کاشته شدن در مغز به یک دستگاه مولد پالس الکتریکی (به انگلیسی: Pulse Generator) متصل می‌شوند. پالس الکتریکی تولید شده توسط دستگاه پالس ژنراتور از طریق الکترودهای کاشته شده در مغز به بافت‌های عمقی مغز انتقال یافته و از این طریق اثر درمانی خود را اعمال می‌نماید.
روش درمانی تحریک عمقی مغز برای اولین بار در انسان در سال ۱۹۸۷ توسط جراح مغز و اعصاب فرانسوی علیم-لویی بن عبید (Alim-Louis Benabid) به کار گرفته شد. در حال حاضر از این روش درمانی جهت معالجه بیمار پارکینسون و تعدادی از بیماری‌های عصبی و روانی استفاده می‌گردد.

سیستم DBS سه بخش دارد که درون بدن نصب می شوند:
- تحریک کننده عصبی. دستگاهی ضربان ساز و قابل برنامه ریزی است که با باتری کار میکند و باعث تولید پالس های الکتریکی می شود. این دستگاه زیر پوست قفسه سینه یا شکم قرار میگیرد.
- لید. یک سیم با تعدادی الکترود در نوک آن است که پالس های الکتریکی را به بافت مغزی منتقل می کند. الکترود ها درون مغز قرار میگیرند و از یک سوراخ کوچک در جمجمه به سیم ها متصل شده اند.
- سیم های انتقال جریان. سیم هادی که لید ها را به تحریک کننده متصل میکنند. این سیم معمولاً در زیر پوست جایگذاری میشود و از جمجمه به پشت گوش و گردن و نهایتا به سینه میرسد.[۴]